# Hanna Falk
Hanna Falk, född 5 juli 1989 i Ulricehamn, är en svensk tidigare längdskidåkare. Hennes starkaste gren var sprint och hon vann fyra världscuptävlingar i den grenen.

## Bakgrund
Hanna Falk började träna skidor i  Ulricehamns IF, en klubb hon tävlade för under hela sin karriär. Under gymnasietiden gick Falk på skidgymnasiet i Torsby. Hon blev professionell skidåkare, bodde en period i Falun men flyttade sedan hem till Ulricehamn.

## Karriär
Falk deltog i junior-VM 2008 och 2009 och vann silver i stafett i båda mästerskapen. Hennes bästa individuella resultat var femteplatsen i sprinten 2009.
Falks världscupdebut skedde som sjuttonåring i sprinten i Stockholm i mars 2007, då hon blev 49:a. Hon åkte sitt nästa världscuplopp i Kuusamo säsongen 2009/2010, där hon kom sjua i sprinten i klassisk stil. Veckan efter vann Falk världscupsprinten i fri stil på stadsbanan i Düsseldorf, och dagen efter kom hon tvåa i sprintstafett tillsammans med Ida Ingemarsdotter. Andra världscupsegern kom januari 2010 i Otepää i Estland.
Falk togs in i svenska OS-landslaget inför Olympiska vinterspelen 2010 i Whistler, Kanada, där hon kom till kvartsfinal.. Hon tävlade även i OS 2018, då hon kom femma i sprinten. Hennes bästa VM-placering var en fjärdeplats i sprint 2017.
Falk vann fyra SM-guld i sprint, 2011, 2014, 2015 samt 2019. Tillsammans med Maria Nordström vann hon 2017 SM-guld i sprintstafett .
2021 beslöt Hanna Falk att lämna längdlandslaget för att i stället satsa på långloppscupen. Hon tävlade där för laget Lager 157. Ryggproblem plågade henne under de sista åren av karriären och långloppssatsningen blev inte lyckosam, och i februari 2022 avslutade hon skidkarriären. Hon utsågs därefter till sportchef i Ulricehamns IF.

## Meriter

### Individuella vinster i världscupen
| Datum           | Land     | Ort        | Disciplin            |
| --------------- | -------- | ---------- | -------------------- |
| 5 december 2009 | Tyskland | Düsseldorf | Sprint fristil       |
| 17 januari 2010 | Estland  | Otepää     | Sprint klassisk stil |
| 13 januari 2018 | Tyskland | Dresden    | Sprint fristil       |
| 16 mars 2018    | Sverige  | Falun      | Sprint fristil       |

### Individuella vinster i SM
| År   | Ort       | Disciplin            |
| ---- | --------- | -------------------- |
| 2011 | Sundsvall | Sprint fristil       |
| 2014 | Umeå      | Sprint fristil       |
| 2015 | Örebro    | Sprint klassisk stil |
| 2019 | Sundsvall | Sprint fristil       |